# Erythrococca kirkii
Erythrococca kirkii är en törelväxtart som först beskrevs av Johannes Müller Argoviensis, och fick sitt nu gällande namn av David Prain. Erythrococca kirkii ingår i släktet Erythrococca och familjen törelväxter. Inga underarter finns listade i Catalogue of Life.